# (19259) 1995 GB
(19259) 1995 GB est un astéroïde de la ceinture principale d'astéroïdes découvert en 1995.

## Description
(19259) 1995 GB a été découvert le 1er avril 1995 à l'observatoire astronomique d'Ōizumi, situé à Ōizumi, dans la préfecture de Gunma, au Japon, par Takao Kobayashi.

### Caractéristiques orbitales
L'orbite de cet astéroïde est caractérisée par un demi-grand axe de 2,38 UA, un périhélie de 1,97 UA, une excentricité de 0,17 et une inclinaison de 2,93° par rapport à l'écliptique. Du fait de ces caractéristiques, à savoir un demi-grand axe compris entre 2 et 3,2 UA et un périhélie supérieur à 1,666 UA, il est classé, selon la JPL Small-Body Database, comme objet de la ceinture principale d'astéroïdes.

### Caractéristiques physiques
(19259) 1995 GB a une magnitude absolue (H) de 14,5 et un albédo estimé à 0,483.